# Dugit
Dugit (hebrejsky: דּוּגִית, doslova „Loďka“) byla izraelská osada v pásmu Gazy, v Oblastní radě Chof Aza, která byla v roce 2005 vyklizena v rámci Izraelského plánu jednostranného stažení.
Nacházela se v nadmořské výšce cca 30 metrů v severní části pásma Gazy, cca 7 kilometrů severovýchodně centra města Gaza, cca 60 kilometrů jihozápadně od centra Tel Avivu a cca 73 kilometrů jihozápadně od historického jádra Jeruzalému. Vesnice byla součástí územně souvislého pásu izraelských osad na severním konci pásma Gazy, tvořeného dále ještě osadami Elej Sinaj a Nisanit. Tyto osady byly od vlastního pásma Gazy odděleny bezpečnostním plotem a územně souvisely s přilehlými částmi vlastního Izraele. Nebyly tudíž součástí bloku Guš Katif.

## Dějiny
Dugit ležela v pásmu Gazy, jehož osidlování bylo zahájeno Izraelem po jeho dobytí izraelskou armádou, tedy po roce 1967. V roce 1982 rozhodla izraelská vláda, že v severní části pásma založí tři nové vesnice. Vesnice Dugit byla zřízena až v roce 1990 jako malá zemědělská osada poblíž břehu Středozemního moře. První lidé se tu usadili v květnu 1990. Obyvatelé se živili turistickým ruchem a zemědělstvím, zejména chovem ryb v umělých nádržích. Zástavbu obce tvořily převážně mobilní karavany. Těsně před zánikem osady ale ještě několik místních rodin obdrželo povolení k výstavbě zděných vil. V databázi Yesha se Dugit popisuje jako rybářská vesnice. V obci byla k dispozici předškolní péče o děti. Základní a vyšší školství bylo zajištěno v okolních obcích, zejména ve městě Aškelon.
Během Druhé intifády se bezpečnostní situace v celé oblasti výrazně zhoršila. 22. června 2001 byli poblíž vesnice Dugit zabiti dva izraelští vojáci při sebevražedném útoku. 15. června 2002 pak v této oblasti při potyčce s palestinskými ozbrojenci zemřeli tři izraelští vojáci. K této akci se přihlásilo hnutí Hamas. Během vlády Ariela Šarona byl zformulován jednostranného stažení, podle kterého měl Izrael vyklidit všechny osady v pásmu Gazy. Plán byl i přes protesty obyvatel Guš Katif v létě roku 2005 proveden. Zdejší osady včetně Dugit byly vystěhovány a jejich zástavba zbořena. Vyvýšenou plochu zdemolované osady později využívali palestinští ozbrojenci z hnutí Hamas a odpalují odtud rakety kassám směrem na Izrael.

## Demografie
Obyvatelstvo Dugit bylo popisováno jako sekulární. Šlo o malé sídlo vesnického typu. K 31. prosinci 2004 zde žilo 68 lidí. Během roku 2004 populace obce vzrostla o 3,1 %.
| Rok            | 1999 | 2000 | 2001 | 2002 | 2003 | 2004 |
| -------------- | ---- | ---- | ---- | ---- | ---- | ---- |
| Počet obyvatel | 53   | 61   | 66   | 65   | 66   | 68   |